# آنگرت کرونیگر
آنگرت کرونیگر (آلمانی: Annegret Kroniger؛ زادهٔ ۲۴ سپتامبر ۱۹۵۲) دونده سرعت زن اهل آلمان است.
وی همچنین برندهٔ جوایزی همچون برگ بوی نقره‌ای شده‌است.